# El Montserrat
El Montserrat (en castellà: El Monserrate) és un poema narratiu en vint cants, escrit en octava real pel poeta valencià Cristòfol de Virués. És publicat per primera vegada a Madrid l'any 1587. Narra la llegenda de Fra Garí i la fundació del monestir de Montserrat.

## Tema
El tema s'inspira en la llegenda catalana de Fra Joan Garí. Garí, ermità a les penyes escarpades de Montserrat, viola i mata la filla del comte de Barcelona, que li havia estat confiada perquè fos alliberada del dimoni. Penedit d'aquest terrible acte, marxa en penitència a Roma per implorar el perdó papal.
Un cop arribat a Roma, i havent passat per diverses aventures, el papa li ordena de tornar anant de quatre grapes a la seva ermita i d'alimentar-se d'herbes i d'arrels fins que un nen li anunci el perdó de Déu.
Després de set anys de penitència, Miró, germà de la noia assassinada, li anuncia miraculosament la redempció de la seva falta. Garí confessa la seva falta al pare de la víctima i el condueix fins al lloc on l'havia enterrada.
Però un miracle té lloc: la noia ressuscita i es dedica a Déu fundant el convent de Montserrat 

## Recepció
L'obra tingué un gran succés durant més d'un segle i fou traduïda a les principals llengües europees.
Una gran habilitat tècnica ha estat reconeguda a Virués: l'elaboració de personatges creïbles i consistents en aquest poema, El Montserrat, és una barreja de motius hagiogràfics i de novel·la bizantina. El poeta mateix va publicar-ne una versió revisada i ampliada: El Monserrate segundo («El Montserrat segon»), publicat a Milà l'any 1602 i, el 1609, la versió definitiva, corregida, que prenia de nou el títol El Monserrate.

Al capítol VI del Quixot, El Montserrat és la un dels llibres que Cervantes salva en matèria de ficció, a l'escena de la biblioteca de don Quixot, un acte de fe de les novel·les de cavalleria:
« — […] I vet aquí tres més que van plegats: "La Araucana", de don Alonso de Ercilla; "La Austríada", de Juan Rufo, jurat de Còrdova, i "El Montserrat", de Cristòfol de Virués, poeta valencià.
— Tots tres — digué el capellà — són els millors que, en vers heroic, en llengua castellana han estat escrits, i poden competir amb els més famosos d'Itàlia: que es guardin com a les més riques joies de poesia que té Espanya. »
Miguel de Cervantes, «Capítol VI», El Quixot